# Nops ludovicorum
Nops ludovicorum är en spindelart som beskrevs av Alayón 1976. Nops ludovicorum ingår i släktet Nops och familjen Caponiidae.
Artens utbredningsområde är Kuba. Inga underarter finns listade i Catalogue of Life.